# Olsen-banden
Denna sida handlar om den danska filmen Olsen-banden, för filmserien, se Olsen-banden (filmserie).
Olsen-banden är en dansk komedifilm i regi av Erik Balling. Filmen hade premiär den 11 oktober 1968 och är den första filmen av 14 i filmserien om de tre brottslingarna Egon Olsen, Benny Frandsen och Kjeld Jensen och deras jakt på den stora kuppen. I huvudrollerna ses Ove Sprogøe, Morten Grunwald och Poul Bundgaard.

## Handling
Olsen-banden bestående av ledaren Egon Olsen och hans två kumpaner Benny Frandsen och Kjeld Jensen försöker stjäla en tysk klenod från ett museum i Köpenhamn. När juvelerna blir stulna blir bandmedlemmarna misstänkta och polisen ger sig efter dem, medan gänget försöker få tillbaka bytet som de tappade bort under stöten.

## Om filmen
Olsenbanden och guldstatyetten från 1969 är en norsk version av denna film.

## Rollista (i urval)
- Ove Sprogøe - Egon Olsen
- Morten Grunwald - Benny Frandsen
- Poul Bundgaard - Kjeld Jensen
- Peter Steen - kriminalinspektör Mortensen
- Kirsten Walther - Yvonne Jensen
- Jes Holtsø – Børge Jensen
- Poul Reichhardt - rikspolischefen
- Lotte Tarp – Ulla, Bennys fästmö
- Grethe Sønck – glädjeflickan Connie
- Ole Monty – sheriff
- Paul Hagen – värdshusvärd Hansen
- Arthur Jensen – godsbanearbetare
- Ejner Federspiel – tågkonduktör
- Poul Thomsen – polis
- Ulf Pilgaard – modellfotograf
- Ebba Amfeldt – expedit i sexkiosk
- Einar Juhl – tysk ambassadör
- Valsø Holm – man med defekt bil
- Hanne Løye – prostituerad
- Benny Hansen – motorcykelpolis
- Edward Fleming – motorcykelpolis
- Solveig Sundborg – dam som skriker
- Bjørn Puggaard-Müller – polis
- Ego Brønnum-Jacobsen – museidirektör
- Søren Rode – man vid busstation
- Gunnar Strømvad – nattvakt
- Gunnar Bigum – mopedpolis
- Bjørn Spiro – man som blir skuggad
- Claus Nissen – motorcykelpolis
- Asger Clausen – Birger Jensen[5]